# Cimetière de Charcenne
Le cimetière de Charcenne est un cimetière situé à Charcenne, en France.

## Localisation
Le cimetière est situé sur la commune de Charcenne, dans le département français de la Haute-Saône.

## Historique
La chapelle est inscrite au titre des monuments historiques en 2002.